# KBS 감동대상
《KBS 감동대상》은 한국방송공사에서 매년 12월 하순에 열리는 시상식 프로그램이었다. 사전 녹화 방송으로 진행됐다. 제작자와 시청자의 추천을 받아 심사를 거쳐 한 해 동안 방송을 통해 시청자에게 희망과 감동을 준 인물을 대상으로 시상한다. 2010년부터 시작되었다가 2012년에 끝으로 3회 만에 폐지되었다.

## 대상
| 연도   | 수상자                                      |
| ------ | ------------------------------------------- |
| 2010년 | 이태석                                      |
| 2011년 | 남자의 자격 - 청춘 합창단                   |
| 2012년 | 사랑의 리퀘스트(대표 수상 - 고원석, 남유선) |